# Леон Ковке
Леон Ковке (Београд, 13. март 1949 — Београд, 27. август 2024) био је српски драмски писац, драматург и књижевник.

## Биографија
Момчило Ковачевић (алијас Леон Ковке) дипломирао је драматургију на Факултету драмских уметности.
Његова драма Виктимолошка прича је играна у Народном позоришту и Београдском драмском позоришту под насловом Интимно.
Драмска дела за децу су му извођена у Позоришту Пуж.
Краткометражни играни филм за који је писао сценарио Случај Богољуба Савковића - ливца освојио је неколико домаћих и интернационалних награда.
Члан је Удружења филмских уметника од 1982. и члан Удружења драмских писаца Србије од 2000.
Уредник је и главни уредник едиције Савремена српска Драма (од 10. до 50. књиге). Био је и секретар Удружења драмских писаца Србије (2000. – март, 2013).
Написао је сценарије за низ телевизијских емисија, попут 147 епизода емисије Коцка, коцка, коцкица.
Радио је у Музеју позоришне Уметности Србије од августа 2000. до децембра 2012. и обављао функцију вршиоца дужности директора Музеја позоришне уметности Србије од 2013.
Живео је и радио у Београду.
Преминуо је 27. августа 2024. године у Клиничком центру Србије.

## Награде
- Награда Бранислав Нушић 2001. године.
- Златни беочуг, 2003.

## Дела
Драмска дела
- Виктимолошка прича
- Ритуал згуснутог ваздуха
- Клепсидра
- Министарка воли кнедле
- Шећерна водица
- Бебин доручак
- Подземљаци
- Супер клиња
- Коцкица
- Црвенкапа, коаутор са Бранком Милићевићем
- Министарка воли кнедле

Сценарији
- Кумови (кратки филм) (1980)
- Позоришна веза (1980), филм
- Случај Богољуба Савковића Ливца (1981), кратки филм
- Шећерна водица (1983), филм
- Дебели и мршави (1985), филм
- Мајстор и Шампита (1986), филм
- Шмекер (1986), филм
- Kоцка, коцка, коцкица (1979-1993), ТВ серија
- Мали кућни графити (1996), ТВ серија
- Канал Мимо (1998), ТВ серија